# Dommartin-le-Saint-Père
Dommartin-le-Saint-Père là một xã thuộc tỉnh Haute-Marne trong vùng Grand Est đông bắc nước Pháp. Xã này nằm ở khu vực có độ cao trung bình 203 mét trên mực nước biển.
Sông Blaise chảy qua thị trấn.